# Kralj umire
Kralj umire (fra. Le Roi se meurt) je drama Eugènea Ionescoa iz 1962. Bérenger, glavni lik Ionescove poznate drame Nosorog, ovdje se pojavljuje kao Kralj Bérenger I. Radnja se vrti oko Bérengerove vladavine u neimenovanoj zemlji, koju je svojim vodstvom skroz izneredio, i oko njegovih osjećaja prema svojoj smrtnosti. Drama je ekranizirana 2 puta. Prvi put 1987., a drugi put 2006.

## Vanjske poveznice
- Le Roi se meurt (1978) u internetskoj bazi filmova IMDb-a
- Le Roi se meurt (2006) u internetskoj bazi filmova IMDb-a